# Kaliangsana
Kaliangsana is een bestuurslaag in het regentschap Subang van de provincie West-Java, Indonesië. Kaliangsana telt 3873 inwoners (volkstelling 2010).